# Ferran Casas-Mercader
Ferran Casas-Mercader (Valls, Alt Camp, 1908-1988) fou un advocat, poeta i escriptor català. L'autor començà explorant estils simbolistes en els seus primers reculls poètics, per després apropar-se a temàtiques més realistes en obres posteriors, mentre també dedicà esforços a la literatura tècnica amb un estudi sobre les parceres.